# Бальян, Акоп
Акоп Бальян также Агоп Бальян или Хагоп Бальян (1837, Стамбул — 1875, Стамбул) — османский архитектор из известного армянского рода архитекторов Бальянов.

## Биография
Родился в 1837 году в Стамбуле. Третий из четырёх сыновей архитектора Карапета Бальяна и его жены Назени Бабаян. Братья Саркис, Никогос и Симон также были архитекторами. Окончил парижский художественный лицей. После смерти отца работал совместно с братом Саркисом.

## Важнейшие постройки
- Дворец Чираган, совместно с братом Саркисом (1863 — 1871)
- Мечеть Пертевниял Валиде Султан, совместно с братом Саркисом (1871)
- Около десятка различных особняков.